# Kalifornisk hjortråtta
Kalifornisk hjortråtta (Peromyscus californicus) är en däggdjursart som först beskrevs av William Gambel 1848. Den ingår i släktet hjortråttor och familjen hamsterartade gnagare. Internationella naturvårdsunionen (IUCN) kategoriserar arten globalt som livskraftig. Inga underarter finns listade.

## Utseende
Gnagaren är med en absolut längd av 220 till 285 mm, inklusive en 117 till 156 mm lång svans och med en vikt av 33 till 54,4 g den största arten i släktet. Den har 24 till 31 mm långa bakfötter och 21 till nästan 26 mm långa öron. Pälsens färg på ovansidan kan variera mellan brunaktig, liksom hos ett rådjur, till svartaktig. Undersidan är täckt av olivgrå till ljusbrun päls. Peromyscus californicus har ett robust huvud och kraftiga kindtänder.

## Utbredning och habitat
Arten förekommer i södra Kalifornien (USA) och på halvön Baja California (Mexiko). Den lever i låglandet och i bergstrakter upp till 2440 meter över havet. Habitatet utgörs av busklandskapet Chaparral, av andra buskskogar och av blandskogar.

## Ekologi
Kalifornisk hjortråtta använder naturliga håligheter och underjordiska bon som skapades av andra djur som gömställe. Arten använder till exempel bon som en skogsråtta byggde av kvistar. För ungarnas födelse skapas ett näste av gräs som göms i växtligheten eller bakom annan bråte.
Informationer om artens beteende kommer främst från exemplar som hölls i fångenskap. De var aktiva på dagen och på natten med varierande vilotider. Hannar som hölls i samma bur var aggressiva mot varandra. I naturen har den kaliforniska hjortråttan ett revir som är cirka 0,15 hektar stort. Födan utgörs av olika växtdelar som frön, frukter, blommor och örter som kompletteras med svampar och några ryggradslösa djur.
Djuret jagas av medelstora rovdjur och av ugglor.
Antagligen sker fortplantningen under årets varma tider och en hona kan ha upp till fyra kullar per år. I fångenskap varierade det genomsnittliga antalet av ungar per kull mellan 1,9 och 2,5. Kullar med fyra ungar är sällsynt och begränsad till södra populationer. Nyfödda ungar är nakna, blinda och döva. I motsats till ungar av andra hjortråttor är huden på ovansidan inte köttfärgad utan brunaktig. Vissa ungar diar sin mor fem veckor, vad som är ganska lång för en gnagare.